# Vicente Iturat
Vicente Iturat Gil (* 22. August 1928 in Alcalà de Xivert; † 18. August 2017 in Vilanova i la Geltrú) ist ein ehemaliger spanischer Radrennfahrer.

## Sportliche Laufbahn
Iturat war im Straßenradsport aktiv. Von 1951 bis 1962 war er Unabhängiger und Berufsfahrer. 1953 wurde er Gesamtsieger der Baskenland-Rundfahrt vor Francisco Masip. Weitere Siege holte er in den Rennen Gran Premio Pascuas 1955, Trofeo Masferrer und Barcelona–Vilada 1957. Dazu kamen Etappensiege in der Vuelta a Asturias 1953, in der Vuelta a Levante 1954 und 1956, in der Vuelta a España 1955, 1959, 1960 und 1961, in der Katalonien-Rundfahrt 1955, 1956 und 1958 und der Andalusien-Rundfahrt 1959 (zweifach) sowie in der Baskenland-Rundfahrt 1962. 1957 gewann er die Punktewertung in der Vuelta a España.
1956 kam er in der Katalonien-Rundfahrt hinter Aniceto Utset auf den zweiten Rang. Zweiter wurde er auch 1953 im Grand Premio Pascuas und in der Trofeo Masferrer (auch 1955) sowie in der Vuelta a Levante 1954. Dritter wurde Iturat 1951 in der nationalen Meisterschaft im Straßenrennen der Unabhängigen. Iturat bestritt alle Grand Tours.

## Grand-Tour-Platzierungen
| Grand Tour            | 1953 | 1954 | 1955 | 1956 | 1957 | 1958 | 1959 | 1960 | 1961 | 1962 |
| --------------------- | ---- | ---- | ---- | ---- | ---- | ---- | ---- | ---- | ---- | ---- |
| Vuelta a EspañaVuelta | –    | –    | 5    | 23   | 12   | 17   | 38   | DNF  | 6    | 40   |
| Giro d’ItaliaGiro     | –    | –    | 32   | –    | DNF  | 53   | –    | –    | –    | –    |
| Tour de FranceTour    | DNF  | –    | –    | –    | –    | –    | –    | –    | 69   | –    |

## Berufliches
1962 trat er vom Radsport zurück und eröffnete eine Fahrradwerkstatt in Vilanova i la Geltrú.